# Arrondissement Boulay-Moselle
Boulay-Moselle was tot 1 januari 2015 een arrondissement van het Franse departement Moselle in de regio Lotharingen toen het werd samengevoegd met het aangrenzende arrondissement Forbach. De onderprefectuur was Boulay-Moselle.

## Kantons
Het arrondissement was samengesteld uit de volgende kantons:
- Kanton Boulay-Moselle
- Kanton Bouzonville
- Kanton Faulquemont